# Roger Jourdain
Roger Joseph Jourdain, né le 11 décembre 1845 à Louviers et mort le 18 août 1918 à Paris 17e, est un peintre et illustrateur français.

## Biographie
Roger Jourdain entre à l'École des beaux-arts de Paris où il est l'élève d'Alexandre Cabanel.
Vers 1876, il se fait construire un hôtel particulier par l'architecte Nicolas-Félix Escalier (1843-1920) à proximité du parc Monceau, (avenue de Villiers). Il revend cet hôtel en 1878 au peintre Guillaume Dubufe et, en 1921, Marie Henner, veuve du neveu de l'artiste Jean-Jacques Henner, le rachète à son tour aux héritiers de Dubufe. Cela deviendra le musée national Jean-Jacques-Henner.
Son épouse, Henriette Marie Dubois de Moulignon (1862-1928), devient le modèle des peintres John Singer Sargent, Giovanni Boldini et Albert Besnard.
Maire de Rueil-Malmaison de 1900 à 1906, Roger Jourdain est également conseiller général de Seine-et-Oise. Il allait souvent rendre visite à son voisin, le sculpteur Pierre-Nicolas Tourgueneff qui avait son atelier au château de Vert-Bois, sur la commune de Rueil-Malmaison. Jourdain aura pu y côtoyer Jean-Louis Forain, Ernest Ange Duez, Miguel Zamacoïs, journaliste au Gaulois,.
Il céda un certain nombre de toiles et d'études de paysages au musée de Louviers.
Il reçoit son insigne de chevalier de la Légion d'honneur des mains de son confrère Ange Duez le 7 février 1890.
Il meurt le 18 août 1918 en son domicile du 22 rue Eugène Flachat à Paris17e, et ses obsèques ont lieu 3 jours plus tard en l'église Saint-François-de-Sales. Il est inhumé au cimetière de Montmartre, 21e division.

## Œuvres principales

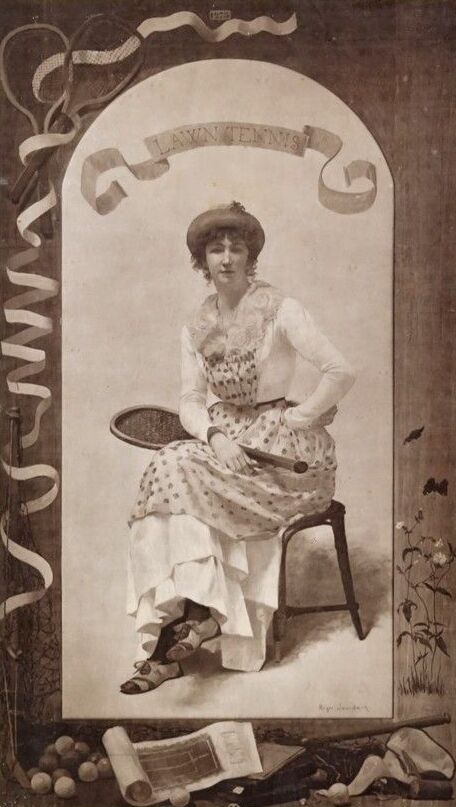
Lawn tennis, Salon de 1886 (photographie en noir et blanc).

- Portrait de Madame Jourdain, huile sur toile, 1886, Paris, musée d'Orsay[10]
- Paysage au cerisier en fleurs, huile sur toile, 46 x 56 cm[11]
- Jeu de balle
- En attendant l'audition
- Le Chaland (1879)[12]
- Musée de Louviers :
  - Gladiateur s'armant pour le combat (1876, Louviers)
  - Villerville. Baie de Seine vue d'un chalet[13].
  - La Rivière (La Seine) (avec autoportrait de Roger Jourdain )[14].
  - Sous les pommiers[15].
  - Le Nuage[16]
  - La Seine au Pecq[17]
  - Villerville[18]
  - La Tamise à Cookham[19]
  - Mes Enfants[20]

## Mémoire
Il existe une rue Roger-Jourdain à Rueil-Malmaison.